# 行政院經貿談判辦公室
Template:中華民國政府部門基礎資訊
行政院經貿談判辦公室，簡稱行政院經貿辦、OTN，是中華民國行政院下設的一個任務編組單位，2016年9月改制經濟部經貿談判代表辦公室而成立為現單位，職司中華民國對外經貿事務。辦公室首長為「總談判代表」，簡稱「經貿談判總代表」，由主管經貿談判事務之政務委員兼任，並冠以大使銜。

## 任務執掌

### 設置要點
2016年9月23日行政院訂定發布之《行政院經貿談判辦公室設置要點》第二點規定，經貿談判辦公室的任務如下：
- 推動對外經貿事務及談判有關事項之政策規劃幕僚作業。
- 國際經貿談判之統籌規劃及執行。
- 對外經貿合作事項執行之統籌規劃及協調。
- 國際經貿談判有關國內調整事項之政策協調及溝通。
- 經貿談判人才之培育及訓練。

《設置要點》第七點規定，經貿談判辦公室所需經費，由經濟部及所屬機關編列預算支應。

### 主要任務
現階段經貿談判辦公室的主要任務包括「雙邊談判」與「區域整合」兩大目標，盼能與目標國簽署自由貿易協定並加入區域經貿協定：
雙邊談判
- 臺灣－美國經貿關係
- 臺灣－日本經貿關係
- 臺灣－加拿大經貿關係
- 臺灣－英國經貿關係
- 其他已簽署FTA或ECA的夥伴國經貿關係

區域整合
- 跨太平洋夥伴全面進展協定（CPTPP）
- 印太經濟框架（IPEF）

### 新南向政策
2016年蔡英文政府上任後，推出針對南亚、东南亚及大洋洲共18個目標國家的「新南向政策」。2018年總統府新南向政策辦公室解編，經貿談判辦公室新設「新南向服務中心」承接其原本的人才培育、對外合作、中小企業等服務。

## 組織架構
| 職稱                   | 姓名   | 備註                                                                 |
| ---------------------- | ------ | -------------------------------------------------------------------- |
| 總談判代表             | 楊珍妮 | 政務委員兼任                                                         |
| 副總談判代表           | 陳明祺 | 外交部政務次長兼任                                                   |
| 副總談判代表           | 顏慧欣 | 臺灣美國事務委員會主任委員兼任                                       |
| 副總談判代表           | 江文若 | 經濟部政務次長兼任                                                   |
| 資深談判代表兼執行秘書 | 徐崇欽 | 承總談判代表指示綜理本辦公室業務，工業談判、農業談判、對美國大宗業務 |
| 談判代表               | 許銘松 | 中南美洲                                                             |
| 談判代表               | 林春壽 | 日本                                                                 |
| 談判代表               | 鄭錦松 | 新南向整體工作、新南向政策醫衛、環保及台日第三國等相關業務           |
| 談判代表               | 黃建章 | 新南向相關國家：外交、僑務、教育、觀光、官員培訓等業務               |
| 談判代表               | 施惇怡 | WTO整體業務                                                          |
| 專門委員               | 吳雪兒 | 台日第三國合作、韓國                                                 |
| 助理談判代表           | 黃柏風 | 加拿大、CPTPP                                                        |
| 助理談判代表           | 游佳蓁 | 新加坡、越南雙邊經貿                                                 |
| 助理談判代表           | 侯穎蓁 | 馬來西亞雙邊經貿事務                                                 |
| 助理談判代表           | 謝志浩 | 日本、泰國及墨西哥雙邊經貿                                           |
| 助理談判代表           | 黃劭芸 | 美國、秘魯雙邊經貿事務                                               |
| 助理談判代表           | 姚睿   | 印度、歐盟                                                           |

## 外部連結
- 行政院經貿談判辦公室 （页面存档备份，存于）
- 行政院經貿談判辦公室的Facebook專頁